# Gianfranco Rosi
Gianfranco Rosi (Asmara, 1964) is een Italiaans-Amerikaans filmregisseur.
Rosi werd geboren in Asmara in Eritrea. Hij heeft zowel de Italiaanse als de Amerikaanse nationaliteit. Rosi bracht zijn jeugd door in Rome en Istanboel. In 1985 vestigde hij zich in New York, waar hij film ging studeren. Hij maakt voornamelijk documentaires. Met zijn film Sacro GRA (2013) won hij de Gouden Leeuw op het Filmfestival van Venetië. Zijn film Fuocoammare won de Gouden Beer op het Internationaal filmfestival van Berlijn 2016.

## Filmografie
- 1993: Boatman
- 2001: Afterwords
- 2008: Below Sea Level
- 2010: El Sicario Room 164
- 2013: Sacro GRA
- 2016: Fuocoammare
- 2020: Notturno
- 2022: In viaggio